# Arteria timpánica posterior
La arteria timpánica posterior es una arteria que se origina en la arteria estilomastoidea. No presenta ramas.

## Distribución
Se distribuye hacia la membrana del tímpano. Se anastomosa con las demás arterias timpánicas.